# Голенин-Ростовский, Иван Васильевич Меншик
Князь Иван Васильевич Голенин-Ростовский по прозванию Меньшик – голова и воевода  на службе у московского князя Василия III и Ивана IV Васильевича Грозного.
Рюрикович в XXI колене, один из Голениных-Ростовских, ветви происходящей от владетельных князей ростовских, потомки которых перешли на службу московским князьям. Младший из четырёх сыновей князя Василия Ивановича Голенина-Ростовского. Прозвище Меншик отличало его от брата-тёзки Ивана Ушатого. Имел братьев, князей Петра, Фёдора и Ивана Большого Васильевичей.

## Биография
В апреле 1519 года направлен в  Дорогобуж вторым воеводой. В июне 1521 года был четвёртым воеводой в Нижнем Новгороде. В 1544 году голова в государевом полку в Казанском походе, и под его командованием 188 детей боярских.
По родословной росписи показан бездетным.